# Henotesia pseudonarcissus
Henotesia pseudonarcissus är en fjärilsart som beskrevs av Charles Oberthür 1916. Henotesia pseudonarcissus ingår i släktet Henotesia och familjen praktfjärilar. Inga underarter finns listade i Catalogue of Life.